# Hsunycteris pattoni
{{#ifeq:0|0|{{#if:|{{#if:Hsunycterispattoni|[[]}}|}}}}
Lonchophylla pattoni — вид родини листконосові (Phyllostomidae), ссавець ряду лиликоподібні (Vespertilioniformes, seu Chiroptera).

## Середовище проживання
Вид з Колумбії та Еквадору. 